# François Bordes
François Bordes, noto anche con lo pseudonimo di Francis Carsac (Rives, 30 dicembre 1919 – Tucson, 30 aprile 1981), è stato un geologo, archeologo e scrittore di fantascienza francese.

## Biografia
Durante la seconda guerra mondiale partecipò attivamente alla Resistenza a Tolosa, poi a Belvès, prendendo parte alla liberazione di Bordeaux.
Fu docente di geologia e di antropologia preistorica presso la facoltà di scienze di Bordeaux.
Ha rinnovato le industrie litiche preistoriche, introducendo studi statistici e espandendo l'uso sperimentale della scheggiatura di selce.
Era conosciuto tra gli archeologi di tutto il mondo per la sua capacità di replicare antichi attrezzi in pietra.
Bordes ha inoltre pubblicato numerosi romanzi di fantascienza sotto il suo pseudonimo di Francis Carsac. I suoi libri non sono stati tradotti in inglese, ma in URSS la fantascienza di Carsac ha goduto di grande popolarità. Ha tradotto e pubblicato in italiano, russo, rumeno, bulgaro, lituano, lettone, ungherese, estone e varie altre lingue.

## Opere

### Preistoria
- Principes d'une méthode d'étude des techniques de débitage et de la typologie du Paléolithique ancien et moyen, L'Anthropologie, t. 54 (1950)
- A Tale of two caves, Harper and Row, 169 p., (1972)
- Typologie du Paléolithique ancien et moyen, Delmas, Publications de l'Institut de Préhistoire de l'Université de Bordeaux, Mémoire nº 1 (1961), riedito CNRS 1988: ISBN 2-87682-005-6
- Leçons sur le Paléolithique, CNRS, 3 vol. (1984)

### Fantascienza

#### Romanzi
- Galassia maledetta (Ceux de nulle part, 1954)
- I Robinson del Cosmo (Les Robinsons du Cosmos, 1955)
- Terre en fuite, 1960
- Pour patrie l’espace, 1962
- Ce monde est nôtre, 1962
- La Vermine du Lion, 1967
- Sur un monde stérile, 1997 (scritto 1945)

#### Racconti
- Disegni cosmici (Hachures, 1954)
- Taches de rouille, 1954
- Genèse, 1958
- L'Homme qui parlait aux martiens, 1958
- Le Baiser de la vie, 1959
- Sabbie mortali (Sables morts, 1959)
- La Revanche des Martiens, 1959
- Quelle aubaine pour un anthropologue!, 1959
- Les pauvres gens, 1959
- La Voix du loup, 1960
- Primo impero (Premier Empire, 1960)
- Une fenêtre sur le passé, 1961
- L’Ancêtre, 1962
- Dans les montagnes du destin, 1971
- Le dieu qui vient avec le vent, 1972
- Tant on s’ennuie en Utopie, 1975
- L’homme qui voulut être Dieu, 1970
- Les Mains propres, 1981
- Celui qui vint de la grande eau, 1982

#### Traduzioni
- Souvenir lointain, 1958 (traduzione di Poul Anderson, The Long Remembering, 1957)